# Märchenbrunnen (Weißenfels)

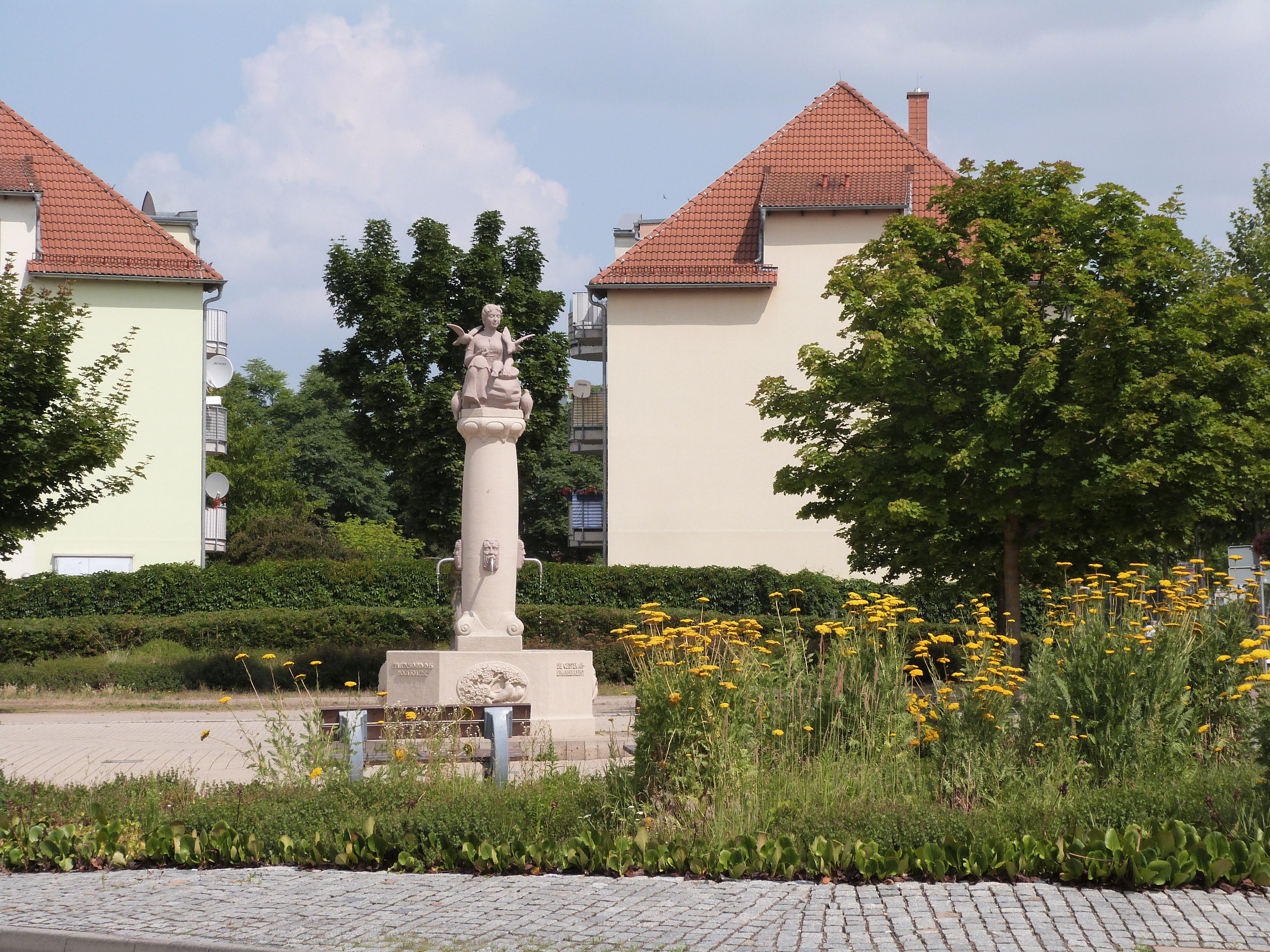
Märchenbrunnen

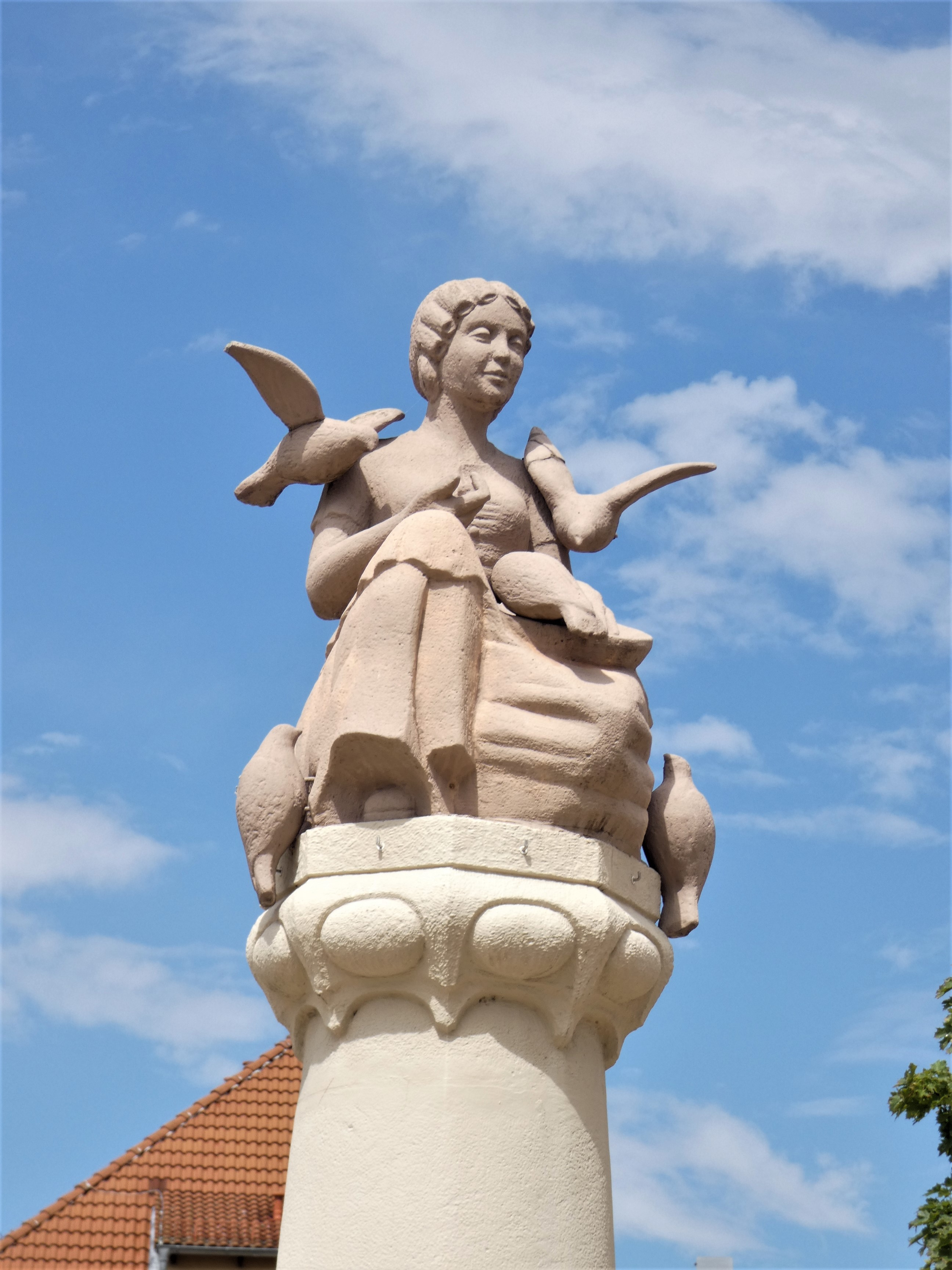
Figur des Aschenputtel

Der Märchenbrunnen ist ein 1911 errichteter und heute denkmalgeschützter Brunnen im Stadtteil Neustadt der Stadt Weißenfels in Sachsen-Anhalt. Im örtlichen Denkmalverzeichnis ist er unter der Erfassungsnummer 094 15276 als Baudenkmal verzeichnet.
Mit der Schaffung des Brunnens hatte sich der Weißenfelser Verschönerungsverein das Ziel gesetzt, einen Platz der Ruhe und Entspannung in der eher industriell geprägten Neustadt zu schaffen. Ursprünglich war der Bau einer Kirche an dieser Stelle geplant, was jedoch nicht ausgeführt wurde. Der Bau der Anlage mit der Aschenputtel-Figur an der Gabelung der Tagewerbener Straße von der Merseburger Straße wurde mit Spendengeldern Großindustrieller und der Bevölkerung ermöglicht.
Der Brunnen, ein Werk des Jugendstils, wurde von dem Berliner Künstler Paul Mauschke geschaffen. Er besteht aus einem achteckigen Brunnenbecken mit Vogel- und Pflanzendarstellungen an vier Seiten. Im Zentrum des Beckens steht eine Säule mit maskenartigen Wasserspeiern am Schaft, auf der sich die vogelfütternde Aschenputtel-Figur befindet. Die Pflasterung um den Brunnen gehört ebenfalls zum Bauwerk. Durch die Märchenfigur wurde gleichzeitig eine Verbindung zur Schuhindustrie geschaffen, die zu dieser Zeit auf dem Höhepunkt ihrer Blüte in der Stadt stand.
Von 1984 bis 1987 war die Brunnenfigur entfernt und durch eine Blumenschale ersetzt worden. Auf Initiative der Bewohner der Neustadt hat man die Figur jedoch wieder auf die Brunnensäule zurückversetzen müssen.
Im Zuge der Umgestaltung der Merseburger Straße ab 2006 wurde auch der Platz am „Märchenbrunnen“ rekonstruiert. Es entstand eine kleine Grünanlage mit Bänken, in deren Zentrum sich der Brunnen befindet.